# Phenacogrammus
Phenacogrammus – rodzaj słodkowodnych ryb kąsaczokształtnych z rodziny alestesowatych (Alestidae).

## Występowanie
Afryka.

## Klasyfikacja
Gatunki zaliczane do tego rodzaju:
- Phenacogrammus ansorgii
- Phenacogrammus aurantiacus
- Phenacogrammus bleheri
- Phenacogrammus deheyni
- Phenacogrammus interruptus – świecik kongijski[3], „świecik kongolański”[4]
- Phenacogrammus major
- Phenacogrammus polli
- Phenacogrammus stigmatura
- Phenacogrammus taeniatus
- Phenacogrammus urotaenia

Gatunkiem typowym jest Micralestes interruptus (Ph. interruptus).